# Lucyna Adamkiewicz
Lucyna Alicja Adamkiewicz, pseudonyme Ewa est une soldate de l'Armia Krajowa née le 16 février 1927 et morte le 22 septembre 2021 à Radom.
Elle participe à l'insurrection de Varsovie, officière de liaison dans le Groupement Chrobry II (pl).

## Biographie
À partir du 14 août 1944, elle est emprisonnée à Dulag 121 Pruszków (pl), puis elle est prisonnière des camps d'Auschwitz-Birkenau et de Mauthausen-Gusen. À partir de janvier 1945, elle se trouve dans le camp de travail d'Ebelsberg, près de Linz. Après la guerre, elle participe à la campagne pour la vérité sur les camps de concentration allemands,.

## Récompenses et distinctions[5],[2]
- Croix de Commandeur de l'Ordre Polonia Restituta
- Croix d'Auschwitz (pl)
- Médaille du Centenaire du retour à l'indépendance (pl)
- Médaille du mérite pour la défense nationale